# Marián Kováč
Marián Kováč (* 6. února 1959 Krásny Brod) je bývalý slovenský a československý politik ukrajinské, respektive rusínské národnosti, po sametové revoluci poslanec Sněmovny národů Federálního shromáždění za Komunistickou stranu Slovenska, později za Stranu demokratické levice.

## Biografie
Je ženatý, má syna a dceru.
Ve volbách roku 1990 byl zvolen do slovenské části Sněmovny národů (volební obvod Východoslovenský kraj) za KSS, která v té době byla ještě slovenskou územní organizací celostátní Komunistické strany Československa (KSČS). Postupně se ale osamostatňovala a na rozdíl od sesterské strany v českých zemích se transformovala do postkomunistické Strany demokratické levice. Kováč proto přešel do klubu SDĽ. Mandát obhájil ve volbách roku 1992. Ve Federálním shromáždění setrval do zániku Československa v prosinci 1992. Byl uváděn jako politik ukrajinské národnosti.
V roce 1990 se za politiky účastnil výstupu na horu Rysy, čímž v polistopadových poměrech navázal na tradici těchto akcí, které ovšem byly za komunistického režimu doprovázeny připomínkou výstupu, provedeného na tuto horu Vladimirem Iljičem Leninem. Od roku 1993 do roku 1996 byl zaměstnancem Ministerstva obrany Slovenské republiky. V letech 1998–2002 byl aktivní v regionální politice, zasedal v městské radě a zastupitelstvu v Humenném. Podle jednoho zdroje ukončil členství v SDĽ v roce 2004 na protest proti sloučení se stranou SMER a stáhl se z politiky. V roce 2010 se ovšem Mgr. Marián Kováč uvádí jako okresní předseda SDĽ v okrese Humenné. V komunálních volbách roku 2014 kandidoval do obecního zastupitelstva v Humenném coby občanský kandidát s podporou Strany TIP.